# Dejan Georgijević
Dejan Georgijević (Serbian Cyrillic: Дејан Георгијевић; sinh ngày 19 tháng 1 năm 1994) là một cầu thủ bóng đá chuyên nghiệp người Serbia thi đấu ở vị trí tiền đạo cho Câu lạc bộ bóng đá Công an nhân dân.